# Menucha Rochel Slonim
Menucha Rochel Slonim, née le 27 November 1798 en Biélorussie et morte le 2 juin 1888, est connue comme la "matriarche" de la communauté juive hassidique de Hébron. Elle la fille du Mitteler Rebbe de Loubavitch (Dovber Schneersohn) (1773-1827), la grand-mère du rabbin Leib Groner, le secrétaire et confident du rabbin  Menachem Mendel Schneerson, le dernier Rebbe de Loubavitch.

## Biographie
Menucha Rochel Slonim,,,, ,,est née le 27 November 1798 (19 Kislev 5559) en Biélorussie. Elle est la fille du Mitteler Rebbe de Loubavitch (Dovber Schneersohn)  né le 13 novembre 1773 à Liozna, en Biélorussie et mort en novembre 1827.

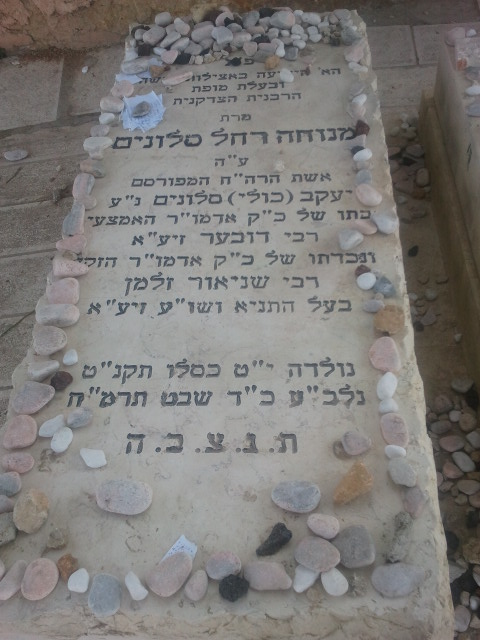
Tombe de Menucha Rochel Slonim à Hébron.

### Mort
Menucha Rochel Slonim meurt le 2 juin 1888 (24 Chevat). Elle est enterrée dans le vieux cimetière juif de Hébron.